# Хюинь Тхи Сам
Хюинь Тхи Сам (вьет. Huỳnh Thị Xậm, род. 1978) — вьетнамский библиотекарь и защитница прав людей с ограниченными возможностями, которая в 2017 году была названа одной из 100 женщин Би-би-си в знак признания её работы по повышению уровня грамотности среди вьетнамских инвалидов.

## Биография
Сам родилась в уезде Лонгми, провинция Хаузянг, в дельте Меконга, и была третьей из шести детей, рождённых у родителей-рабочих. Она родилась с недоразвитыми руками и парализованной левой ногой, у неё были подвижны только четыре пальца на правой ноге.
У семьи был низкий доход, они жили в сельской местности, среда была недоступной, местные учителя не знали, как учить детей с особыми потребностями; из-за всего этого Сам приходилось сильно стараться, чтобы получить подобающее образование. После смерти отца финансовое положение семьи ухудшилось, но Сам вернулась в школу и в возрасте 15 лет научилась писать правой ногой. От дома до ближайшей школы было 10 километров, включающих речную переправу, из-за этих трудностей Сам окончила школу лишь в 27 лет; местное отделение Коммунистической партии Вьетнама подарило ей лодку, чтобы помочь ей ходить в школу.
В 2006 году, после окончания средней школы, Сам переехала в Хошимин, чтобы учиться в Хошиминском профессиональном центре для людей с ограниченными возможностями и сирот. В 2009 году она начала обучение в Открытом университете города Хошимина по специальности социология и окончила его в 2013 году.
После обучения школы Сам вернулась в Хошиминский профессиональный центр для людей с ограниченными возможностями и сирот, где стала работать библиотекарем. Она также начала проводить уроки грамотности, чтобы помочь справиться с количеством неграмотных учеников, приходящих в центр. Из-за того, что большинство учащихся имеют ту или иную инвалидность, Сам также выучила шрифт Брайля и вьетнамский язык жестов, чтобы обучать грамоте слепых и глухих учащихся соответственно. Сам также опытная художница, преподающая искусство и продающая картины.
В 2020 году сообщалось, что Сам из-за ухудшения здоровья её матери, а также из-за своих проблем со здоровьем отошла от активной деятельности. По состоянию на 2020 год она вернулась из Хошимина в свою родную общину в провинции Хаузянг, где живёт с матерью, сестрой и племянницей. На 2024 год она продолжала писать и продавать картины, в основном пейзажи, получая за каждую около 500 тысяч донгов (20 долларов США).

## Признание
В 2006 году Союз женщин Вьетнама назвал Сам «женщиной, которая тронула сердце Вьетнама» своим старанием получить образование, несмотря на инвалидность.
В 2017 году Сам была среди трёх вьетнамок, включенных в список 100 женщин Би-би-си в знак признания её работы по борьбе с неграмотностью среди инвалидов Вьетнама.